# Essen (Familienname)
Essen ist ein deutscher Familienname.

## Namensträger

### A
- Andreas van Essen (1618–1677), niederländischer Theologe, siehe Andreas Essenius
- Ann-Louise von Essen (* 1942), finnische Badmintonspielerin, siehe Ann-Louise Wiklund

### C
- Carel Claudius van Essen (1899–1963), niederländischer Klassischer Archäologe
- Carl von Essen (Kammerherr) (1868–1949), schwedischer Adliger
- Carl von Essen (Fechter) (1940–2021), schwedischer Fechter

### D
- David Van Essen (* 1945), US-amerikanischer Neurowissenschaftler
- Dieter von Essen (* 1962), deutscher Politiker, Bürgermeister von Rastede

### E
- Elis Essen-Möller (1870–1956), schwedischer Mediziner
- Emanuel Christoph von Essen, deutscher Jurist, Hochschullehrer und Syndicus
- Eric Von Essen (1954–1997), US-amerikanischer Jazz-Bassist und Komponist
- Ernst von Essen (1912–1986), deutscher Politiker (CDU)

### F
- Frederick Essen (1863–1946), US-amerikanischer Politiker

### G
- Georg Essen (* 1961), deutscher Theologe und Hochschullehrer
- Gerard van Essen (1924–1997), niederländischer Schauspieler, siehe Peppi en Kokki
- Gerhard von Essen (1932–2002), deutscher Geistlicher und Politiker (SPD)
- Gredje von Essen († 1565), Opfer der Hexenverfolgung in Bremen, siehe Johannes Molanus (Pädagoge)

### H
- Hans Henrik von Essen (1755–1824), schwedischer Feldmarschall und Staatsmann
- Hans-Joachim von Essen (* 1940), deutscher Ingenieur und Politiker (CDU)
- Henneke von Essen (Henricus von Essen; um 1561–1631), Landpfennigmeister in Westfalen

### J
- Jac van Essen (1908–1989), niederländischer Philosoph und Psychologe
- Johannes Cornelis van Essen (1854–1936), niederländischer Tiermaler, Grafiker, Illustrator, Radierer und Lithograf
- Jörg van Essen (* 1947), deutscher Politiker (FDP)

### K
- Karl Theophil von Essen (1846–1932), deutsch-baltischer Eisenbahningenieur und Unternehmer
- Kevin van Essen (* 1989), niederländischer Fußballspieler
- Kurt Essen (1904–1993), deutscher Theologe

### L
- Lil von Essen (* 1963), deutsche Sängerin und Schauspielerin
- Louis Essen (1908–1997), englischer Physiker

### M
- Magnus von Essen (1796–1869), Zivilgouverneur von Livland
- Magnus Gustav von Essen (1758–1813), russischer Generalleutnant
- Max von Essen (* 1974), US-amerikanischer Musicaldarsteller und Sänger

### N
- Nicolai von Essen (1885–1945), deutsch-baltischer Offizier in russischen Diensten und Genealoge
- Nikolai Ottowitsch von Essen (1860–1915), russischer Admiral

### O
- Otto von Essen (1898–1983), deutscher Phonetiker
- Otto Wilhelm von Essen (1761–1834), russischer Zivilgouverneur von Estland

### P
- Paul von Essen (1886–1933), deutscher Gewerkschafter, Mordopfer der Köpenicker Blutwoche
- Pjotr Kirillowitsch Essen (1772–1844), russischer General und Generalgouverneur von Sankt Petersburg

### R
- Reimer von Essen (* 1940), deutscher Jazz-Klarinettist und Bandleader
- Reinhold Wilhelm von Essen (1722–1787/1788), russischer Generalleutnant
- Rob van Essen (* 1963), niederländischer Schriftsteller, Übersetzer und Literaturkritiker

### S
- Siri von Essen (1850–1912), finnlandschwedische Schauspielerin

### W
- Werner Essen (1901–1989), deutscher Bevölkerungswissenschaftler